# Seznam svazů ruderální a plevelové vegetace v Česku
Seznam svazů ruderální a plevelové vegetace v Česku je zpracován (včetně pojetí syntaxonů) dle publikace Chytrý a kol. (2009) a představuje přehled svazů (typů rostlinných společenstev) řazených do ruderální a plevelové vegetace na území Česka.
Přehled je zpracován pomocí fytocenologických jednotek hlavní úrovně (ranku), kdy nejnižší hlavní jednotkou je asociace, jí nadřazený je pak svaz, nad svazem je řád (pro zjednodušení nejsou zde řády uvedeny) a nejvyšší jednotkou je třída. Vědecký název syntaxonu se řídí podle závazných pravidel, která jsou uvedena v mezinárodním kódu fytocenologické nomenklatury. Český název je pak pouze co nejstručnější a zároveň nejvýstižnějším popisem této vegetace a nepodléhá takovým závazným pravidlům. Celý tento seznam se ovšem vztahuje pouze na území České republiky. Proto zde uvedené třídy (nebo jiné jednotky) mají často další podřazené syntaxony, které zde nejsou uvedeny, protože se vyskytují pouze mimo ČR.

## TřídaPolygono arenastri-Poëtea annuae–Jednoletá nebo krátkověká vegetace sešlapávaných stanovišť
| Fotografie | Český název                                        | Odborný název                        | Galerie na Commons                                                | Asociace v rámci tohoto svazu |
| ---------- | -------------------------------------------------- | ------------------------------------ | ----------------------------------------------------------------- | --- |
|            | Jednoletá sešlapávaná vegetace suchých stanovišť   | svaz Coronopodo-Polygonion arenastri | Kategorie „Coronopodo-Polygonion arenastri “ na Wikimedia Commons | - Polygonetum arenastri – Sešlapávaná vegetace s truskavcem obecným - Sclerochloo durae-Polygonetum arenastri – Teplomilná sešlapávaná vegetace s tužankou tvrdou - Poo annuae-Coronopodetum squamati – Nitrofilní sešlapávaná vegetace s vranožkou šupinatou - Eragrostio minoris-Polygonetum arenastri – Suchomilná sešlapávaná vegetace s miličkou menší a truskavcem obecným                                                            |
|            | Jednoletá sešlapávaná vegetace mezických stanovišť | svaz Saginion procumbentis           | Kategorie „Saginion procumbentis “ na Wikimedia Commons           | - Sagino procumbentis-Bryetum argentei – Sešlapávaná vegetace s úrazníkem položeným a prutníkem stříbřitým - Herniarietum glabrae – Sešlapávaná vegetace s průtržníkem lysým - Rumici acetosellae-Spergularietum rubrae – Sešlapávaná vegetace s kuřinkou červenou - Poëtum annuae – Jednoleté trávníky sešlapávaných míst s lipnicí roční - Lolio perennis-Matricarietum discoideae – Sešlapávaná vegetace s invazním heřmánkem terčovitým |

## TřídaStellarietea mediae–Jednoletá vegetace polních plevelů a ruderálních stanovišť
| Fotografie | Český název                                                            | Odborný název                             | Galerie na Commons                                                     | Asociace v rámci tohoto svazu |
| ---------- | ---------------------------------------------------------------------- | ----------------------------------------- | ---------------------------------------------------------------------- | --- |
|            | Teplomilná plevelová vegetace obilných polí na bazických půdách        | svaz Caucalidion                          | Kategorie „Caucalidion “ na Wikimedia Commons                          | - Caucalido platycarpi-Conringietum orientalis – Bazifilní plevelová vegetace obilných polí s dejvorcem velkoplodým - Lathyro tuberosi-Adonidetum aestivalis – Bazifilní plevelová vegetace obilných polí s hlaváčkem letním - Euphorbio exiguae-Melandrietum noctiflori – Bazifilní plevelová vegetace obilných polí se silenkou noční - Stachyo annuae-Setarietum pumilae – Bazifilní plevelová vegetace obilných polí s čistcem ročním - Veronicetum hederifolio-triphylli – Jarní efemérní vegetace polních plevelů na bazických půdách |
|            | Bazifilní plevelová vegetace v kulturách okopanin                      | svaz Veronico-Euphorbion                  | Kategorie „Veronico-Euphorbion “ na Wikimedia Commons                  | - Mercurialietum annuae – Bazifilní teplomilná plevelová vegetace okopanin s laskavci - Veronico-Lamietum hybridi – Mírně teplomilná plevelová vegetace okopanin s mléči |
|            | Plevelová vegetace obilnin na minerálně chudých půdách                 | svaz Scleranthion annui                   | Kategorie „Scleranthion annui “ na Wikimedia Commons                   | - Aphano arvensis-Matricarietum chamomillae – Acidofilní plevelová vegetace v mírně teplých oblastech s heřmánkem pravým - Spergulo arvensis-Scleranthetum annui – Acidofilní plevelová vegetace v chladných oblastech s chmerkem ročním - Erophilo vernae-Arabidopsietum thalianae – Jarní plevelová vegetace na kyselých půdách |
|            | Plevelová vegetace obilnin na živinami chudých kyselých půdách         | svaz Arnoseridion minimae                 | Kategorie „Arnoseridion minimae “ na Wikimedia Commons                 | - Sclerantho annui-Arnoseridetum minimae – Plevelová vegetace obilnin na chudých písčitých půdách |
|            | Plevelová vegetace obilnin a okopanin v chladnějších oblastech         | svaz Oxalidion fontanae                   | Kategorie „Oxalidion fontanae “ na Wikimedia Commons                   | - Echinochloo cruris-galli-Chenopodietum polyspermi – Plevelová vegetace obilnin a okopanin na neutrálních půdách |
|            | Vegetace polních plevelů na vysychavých písčitých půdách               | svaz Spergulo arvensis-Erodion cicutariae | Kategorie „Spergulo arvensis-Erodion cicutariae “ na Wikimedia Commons | - Setario pumilae-Echinochloëtum cruris-galli – Plevelová vegetace na vysychavých písčitých půdách s teplomilnými travami |
|            | Ruderální vegetace vzpřímených jednoletých bylin                       | svaz Atriplicion                          | Kategorie „Atriplicion“ na Wikimedia Commons                           | - Chenopodietum stricti – Ruderální vegetace s merlíkem bílým - Chenopodietum urbici – Ruderální vegetace s merlíkem městským - Atriplicetum nitentis – Ruderální vegetace s lebedou lesklou - Descurainio sophiae-Atriplicetum oblongifoliae – Ruderální vegetace s lebedou podlouhlolistou - Cynodonto dactyli-Atriplicetum tataricae – Ruderální vegetace s lebedou tatarskou - Atriplicetum roseae – Ruderální vegetace s lebedou růžovou - Sisymbrietum loeselii – Ruderální vegetace s hulevníkem Loeselovým - Descurainietum sophiae – Ruderální vegetace s úhorníkem mnohodílným - Sisymbrietum altissimi – Ruderální vegetace s hulevníkem vysokým - Chamaeplietum officinalis – Ruderální vegetace s hulevníkem lékařským - Conyzo canadensis-Lactucetum serriolae – Ruderální vegetace s turankou kanadskou a locikou kompasovou - Ivaetum xanthiifoliae – Ruderální vegetace s pouvou řepňolistou - Kochietum densiflorae – Ruderální vegetace s bytelem metlatým |
|            | Ruderální vegetace ozimých terofytních trav                            | svaz Sisymbrion officinalis               | Kategorie „Sisymbrion officinalis “ na Wikimedia Commons               | - Hordeetum murini – Ruderální trávníky s ječmenem myším - Hordeo murini-Brometum sterilis – Ruderální trávníky se sveřepem jalovým - Linario-Brometum tectorum – Ruderální trávníky se sveřepem střešním |
|            | Ruderální vegetace poléhavých terofytů na živinami bohatých půdách     | svaz Malvion neglectae                    | Kategorie „Malvion neglectae “ na Wikimedia Commons                    | - Hyoscyamo nigri-Malvetum neglectae – Nízká ruderální vegetace se slézem přehlíženým - Malvetum pusillae – Nízká ruderální vegetace se slézem nizounkým - Polygono arenastri-Chenopodietum muralis – Ruderální vegetace s merlíkem zedním - Malvo neglectae-Chenopodietum vulvariae – Ruderální vegetace s merlíkem smrdutým - Matricario discoideae-Anthemidetum cotulae – Ruderální vegetace se rmenem smrdutým |
|            | Jednoletá ruderální vegetace narušovaných štěrkovitých a písčitých půd | svaz Salsolion ruthenicae                 | Kategorie „Salsolion ruthenicae “ na Wikimedia Commons                 | - Chenopodietum botryos – Ruderální vegetace s merlíkem hroznovým - Bromo tectorum-Corispermetum leptopteri – Ruderální vegetace se slanobýlem draselným - Plantagini arenariae-Senecionetum viscosi – Ruderální vegetace s jitrocelem písečným |
|            | Pozdně letní teplomilná ruderální a plevelová vegetace písčitých půd   | svaz Eragrostion cilianensi-minoris       | Kategorie „Eragrostion cilianensi-minoris “ na Wikimedia Commons       | - Digitario sanguinalis-Eragrostietum minoris – Ruderální a plevelová vegetace s miličkou menší - Portulacetum oleraceae – Ruderální a plevelová vegetace se šruchou zelnou - Eragrostio poaeoidis-Panicetum capillaris – Ruderální trávníky s prosem vláskovitým - Cynodontetum dactyli – Ruderální trávníky s troskutem prstnatým |

## TřídaArtemisietea vulgaris–Suchomilná ruderální vegetace s dvouletými a vytrvalými druhy
| Fotografie | Český název                                                                               | Odborný název                                | Galerie na Commons                                                        | Asociace v rámci tohoto svazu |
| ---------- | ----------------------------------------------------------------------------------------- | -------------------------------------------- | ------------------------------------------------------------------------- | --- |
|            | Teplomilná a suchomilná archeofytní ruderální vegetace s dvouletými a vytrvalými druhy    | svaz Onopordion acanthii                     | Kategorie „Onopordion acanthii “ na Wikimedia Commons                     | - Carduo acanthoidis-Onopordetum acanthii – Teplomilná ruderální vegetace s ostropsem trubilem - Salvio nemorosae-Marrubietum peregrini – Teplomilná ruderální vegetace s jablečníkem cizím - Potentillo argenteae-Artemisietum absinthii – Teplomilná ruderální vegetace s pelyňkem pravým |
|            | Ruderální vegetace dvouletých až víceletých druhů na mělkých kamenitých substrátech       | svaz Dauco carotae-Melilotion                | Kategorie „Dauco carotae-Melilotion “ na Wikimedia Commons                | - Melilotetum albo-officinalis – Ruderální vegetace s komonicí bílou a komonicí lékařskou - Berteroetum incanae – Teplomilná ruderální vegetace s šedivkou šedou - Dauco carotae-Crepidetum rhoeadifoliae – Teplomilná ruderální vegetace se škardou smrdutou mákolistou - Dauco carotae-Picridetum hieracioidis – Teplomilná ruderální vegetace s hořčíkem jestřábníkovitým - Poo compressae-Tussilaginetum farfarae – Ruderální vegetace obnažených ploch s podbělem lékařským - Poëtum humili-compressae – Ruderální vegetace mělkých půd s lipnicí smáčknutou a lipnicí bahenní suchobytnou - Tanaceto vulgaris-Artemisietum vulgaris – Ruderální vegetace s vratičem obecným a pelyňkem černobýlem - Artemisio vulgaris-Echinopsietum sphaerocephali – Ruderální vegetace s invazním bělotrnem kulatohlavým - Rudbeckio laciniatae-Solidaginetum canadensis – Ruderální vegetace s invazními zlatobýly - Buniadetum orientalis – Ruderální vegetace s invazním rukevníkem východním - Asclepiadetum syriacae – Ruderální vegetace s invazní klejichou hedvábnou |
|            | Vytrvalá ruderální vegetace na suchých nebo periodicky vysychavých půdách                 | svaz Convolvulo arvensis-Elytrigion repentis | Kategorie „Convolvulo arvensis-Elytrigion repentis “ na Wikimedia Commons | - Convolvulo arvensis-Elytrigietum repentis – Ruderální vegetace s pýrem plazivým - Falcario vulgaris-Elytrigietum repentis – Ruderální vegetace se srpkem obecným - Convolvulo arvensis-Brometum inermis – Ruderální vegetace se sveřepem bezbranným - Cardarietum drabae – Ruderální vegetace s vesnovkou obecnou |
|            | Reliktní vegetace pleistocenních sprašových stepí                                         | svaz Artemisio-Kochion prostratae            | Kategorie „Artemisio-Kochion prostratae “ na Wikimedia Commons            | - Agropyro cristati-Kochietum prostratae – Reliktní vegetace obnažených sprašových svahů |
|            | Nitrofilní ruderální vegetace dvouletých a víceletých druhů na antropogenních substrátech | svaz Arction lappae                          | Kategorie „Arction lappae “ na Wikimedia Commons                          | - Urtico urentis-Chenopodietum boni-henrici – Ruderální vegetace s merlíkem všedobrem a měrnicí černou - Arctietum lappae – Ruderální vegetace s lopuchem plstnatým a lopuchem větším - Hyoscyamo nigri-Conietum maculati – Ruderální vegetace s bolehlavem plamatým - Sambucetum ebuli – Ruderální vegetace s bezem chebdím |

## TřídaGalio-Urticetea–Ruderální a polopřirozená nitrofilní vytrvalá vegetace vlhkých míst
| Fotografie | Český název                                                                               | Odborný název                                     | Galerie na Commons                                                             | Asociace v rámci tohoto svazu |
| ---------- | ----------------------------------------------------------------------------------------- | ------------------------------------------------- | ------------------------------------------------------------------------------ | --- |
|            | Nitrofilní lemy lužních lesů                                                              | svaz Senecionion fluviatilis                      | Kategorie „Senecionion fluviatilis “ na Wikimedia Commons                      | - Cuscuto europaeae-Calystegietum sepium – Vegetace vlhkých míst s bylinnými liánami - Calystegio sepium-Epilobietum hirsuti – Vegetace vlhkých míst s vrbovkou chlupatou - Calystegio sepium-Impatientetum glanduliferae – Vegetace vlhkých míst s netýkavkou žláznatou - Sicyo angulatae-Echinocystietum lobatae – Vegetace vlhkých míst se štětincem laločnatým |
|            | Vegetace horských a podhorských devětsilových niv                                         | svaz Petasition hybridi                           | Kategorie „Petasition hybridi “ na Wikimedia Commons                           | - Petasitetum hybridi – Vegetace niv s devětsilem lékařským - Petasitetum hybrido-kablikiani – Vegetace štěrkových náplavů s devětsilem Kablíkové |
|            | Nitrofilní bylinná vegetace lesních lemů, světlin a pasek                                 | svaz Impatienti noli-tangere-Stachyion sylvaticae | Kategorie „Impatienti noli-tangere-Stachyion sylvaticae “ na Wikimedia Commons | - Stachyo sylvaticae-Impatientetum noli-tangere – Nitrofilní lemová vegetace s netýkavkou nedůtklivou - Epilobio montani-Geranietum robertiani – Nitrofilní lemová vegetace s kakostem smrdutým - Arunco vulgaris-Lunarietum redivivae – Vegetace suťových svahů s měsíčnicí lékařskou a udatnou lesní - Carici pendulae-Eupatorietum cannabini – Vegetace narušovaných podmáčených stanovišť s ostřicí převislou - Urtico dioicae-Parietarietum officinalis – Nitrofilní bylinná vegetace s drnavcem lékařským |
|            | Nitrofilní lemová ruderální vegetace s jednoletými a dvouletými bylinami                  | svaz Geo urbani-Alliarion petiolatae              | Kategorie „Geo urbani-Alliarion petiolatae “ na Wikimedia Commons              | - Alliario petiolatae-Chaerophylletum temuli – Nitrofilní lemová vegetace s krabilicí mámivou - Torilidetum japonicae – Nitrofilní lemová vegetace s tořicí japonskou - Anthriscetum trichospermae – Jarní nitrofilní lemová vegetace s kerblíkem třebulí |
|            | Nitrofilní ruderální vegetace dvouletých a víceletých druhů na antropogenních substrátech | svaz Aegopodion podagrariae                       | Kategorie „Aegopodion podagrariae “ na Wikimedia Commons                       | - Elytrigio repentis-Aegopodietum podagrariae – Nitrofilní ruderální vegetace s bršlicí kozí nohou - Symphyto officinalis-Anthriscetum sylvestris – Nitrofilní ruderální vegetace s kerblíkem lesním - Chaerophylletum aromatici – Nitrofilní ruderální vegetace s krabilicí zápašnou - Chaerophylletum aurei – Nitrofilní ruderální vegetace s krabilicí zlatoplodou - Chaerophylletum bulbosi – Nitrofilní ruderální vegetace s krabilicí hlíznatou - Anthrisco nitidae-Aegopodietum podagrariae – Horská nitrofilní lemová vegetace s kerblíkem lesklým - Oenothero biennis-Helianthetum tuberosi – Ruderální vegetace s invazní slunečnicí topinamburem - Urtico dioicae-Heracleetum mantegazziani – Vegetace s invazním bolševníkem velkolepým - Asteretum lanceolati – Vegetace s invazními severoamerickými hvězdnicemi - Reynoutrietum japonicae – Vegetace s invazními křídlatkami |
|            | Horská nitrofilní vegetace širokolistých bylin                                            | svaz Rumicion alpini                              | Kategorie „Rumicion alpini “ na Wikimedia Commons                              | - Rumicetum alpini – Horská nitrofilní vegetace s invazním šťovíkem alpským |

## TřídaEpilobietea angustifolii–Bylinná vegetace pasek a narušovaných stanovišť v lesním prostředí
| Fotografie | Český název                                                        | Odborný název         | Galerie na Commons                                 | Asociace v rámci tohoto svazu |
| ---------- | ------------------------------------------------------------------ | --------------------- | -------------------------------------------------- | --- |
|            | Bylinná vegetace pasek a narušovaných stanovišť v lesním prostředí | svaz Fragarion vescae | Kategorie „Fragarion vescae “ na Wikimedia Commons | - Senecioni-Epilobietum angustifolii – Vegetace narušovaných stanovišť se starčkem lesním a vrbovkou úzkolistou - Digitali purpureae-Epilobietum angustifolii – Vegetace narušovaných stanovišť s náprstníkem červeným - Rubo idaei-Calamagrostietum arundinaceae – Vegetace narušovaných stanovišť s třtinou rákosovitou - Junco effusi-Calamagrostietum villosae – Vegetace narušovaných stanovišť s třtinou chloupkatou - Digitali-Senecionetum ovati – Vegetace narušovaných stanovišť se starčkem Fuchsovým - Pteridietum aquilini – Vegetace narušovaných stanovišť a acidofilních lemů s hasivkou orličí - Gymnocarpio dryopteridis-Athyrietum filicis-feminae – Vegetace narušovaných stanovišť a stinných skal s papratkou samičí |